# Губский, Богдан Владимирович
Богда́н Влади́мирович Гу́бский (род. 30 марта 1963) — украинский бизнесмен и политик, народный депутат.

## Биография
Родился в Киеве в семье военнослужащего.
- В 1985 году окончил Киевский государственный университет имени Тараса Шевченко, факультет кибернетики.
- 1989 — кандидат физико-математических наук.
- 1998 — доктор экономических наук, «Инвестиционные процессы в условиях глобализации (методология системных исследований и оптимизация)».
- 1994—1998 — глава совета директоров Украинского промышленного финансового концерна «Славутич».
- 1992—1998 — замглавы совета Украинского кредитного банка.
- В 1993—1998 годах первый вице-президент футбольного клуба «Динамо» (Киев).
- С июля 2004 года глава партии «Единая Украина».
- С апреля 2006-го народный депутат от фракции БЮТ.
- Исключён из партии и фракции в сентябре 2010.
- В 2011 году голосовал за пенсионную реформу[1].

Как указывают, его имя тесно связано с «дерибаном земли в Киевской области».
Женат, двое детей.
Входит в список самых влиятельных людей Украины (2006) по версии журнала «Корреспондент».